# Crommelin (cratère lunaire)
Pour les articles homonymes, voir Crommelin.
Crommelin est un cratère lunaire dans l'hémisphère sud de la face cachée de la Lune près du pôle Sud. Le cratère Cabannes est situé au nord-ouest, le cratère Lemaître au nord et le cratère Fizeau au nord-est. 
Le cratère Crommelin a été grandement érodé et arrondi avec les nombreux petits impacts. Le cratère satellite « Crommelin X » est attaché au périmètre extérieur du rebord nord-ouest. Il y a un léger pic central dépassant à peine la surface du sol. 
En 1970, l'union astronomique internationale a donné le nom de l'astronome irlandais d'origine huguenote française Andrew Crommelin à ce cratère.

## Cratères satellites

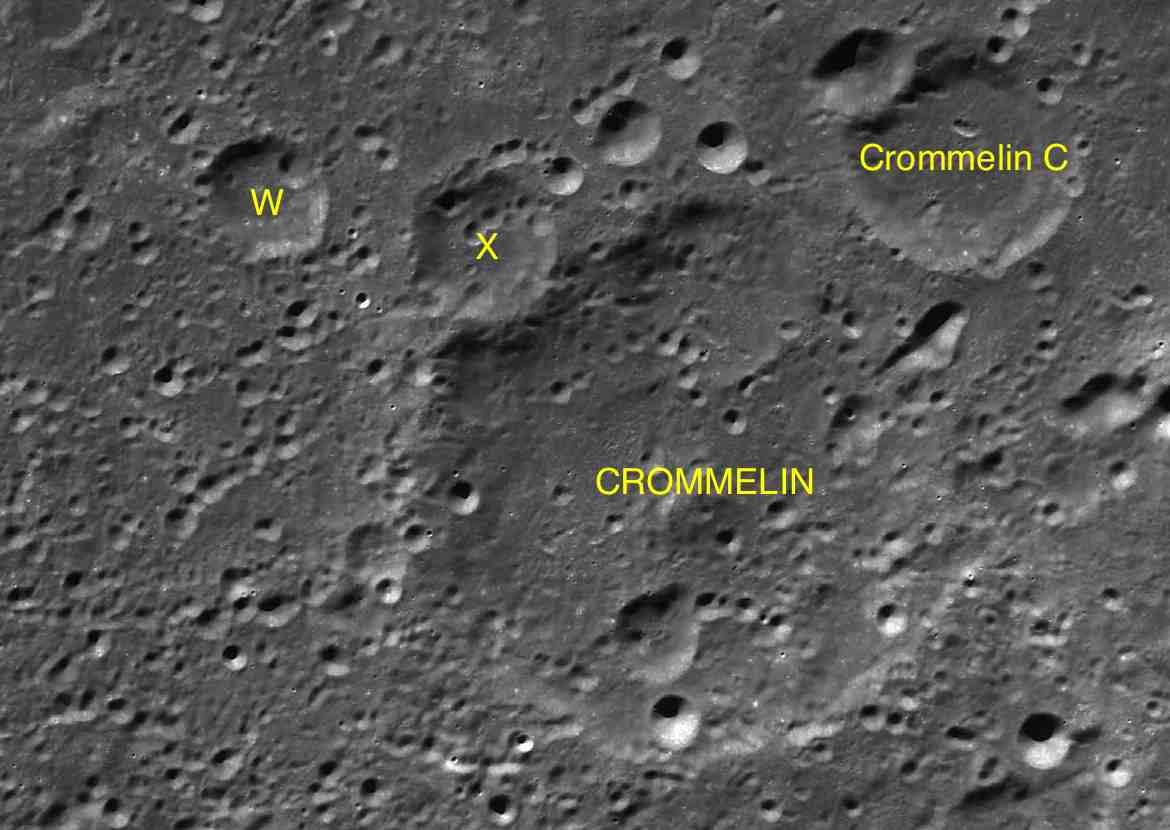
Carte des cratères satellites de Crommelin.

Les cratères dits satellites sont de petits cratères situés à proximité du cratère principal, ils sont nommés du même nom mais accompagné d'une lettre majuscule complémentaire (même si la formation de ces cratères est indépendante de la formation du cratère principal). Par convention ces caractéristiques sont indiquées sur les cartes lunaires en plaçant la lettre sur le point le plus proche du cratère principal.
| Crommelin | Latitude | Longitude | Diamètre |
| --------- | -------- | --------- | -------- |
| C         | 66.4° S  | 144.8° W  | 44 km    |
| W         | 66.0° S  | 152.7° W  | 24 km    |
| X         | 66.3° S  | 150.0° W  | 26 km    |